# Olle Stål

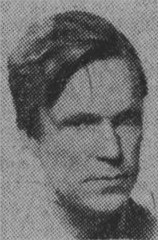
Olle Stål

Karl Johan Olof (Olle) Stål, född 29 januari 1925 i Östersund, död 5 oktober 1997 i Saltsjöbaden, var en svensk arkitekt. Han var gift (1954) med Barbro Stål.
Stål, som var son till arkitekt Ivar Stål och Lisa Palmer, avlade studentexamen i Saltsjöbaden 1944 och utexaminerades från Kungliga Tekniska högskolan 1951. Han var anställd på Folke Löfströms arkitektkontor 1952, hos professor Nils Ahrbom på Kungliga Tekniska högskolan 1953–1956, assistent i arkitektur II där 1955–1956. År 1955 startade han och kursaren Gustaf Rosenberg Rosenberg & Stål Arkitekter AB vilket de drev tillsammans till 1986. Han ritade bland annat simhallsbad i Västerås, praktisk realskola och handelsgymnasium där och skogsägarnas kontorshus i Växjö. Stål är gravsatt i minneslunden på Skogsö kyrkogård.

## Verk i urval
- Turisthotellet i Vilhelmina,
- Södra Skogsägarnas huvudkontor i Växjö.
- Ramdalens skol-, sport- och idrottsanläggningar i Oxelösund.
- Bolinder Munktells huvudkontor i Eskilstuna.
- Sollentuna sim- och sporthall 1976. Kasper Salinpriset 1976.